# Noah Bean

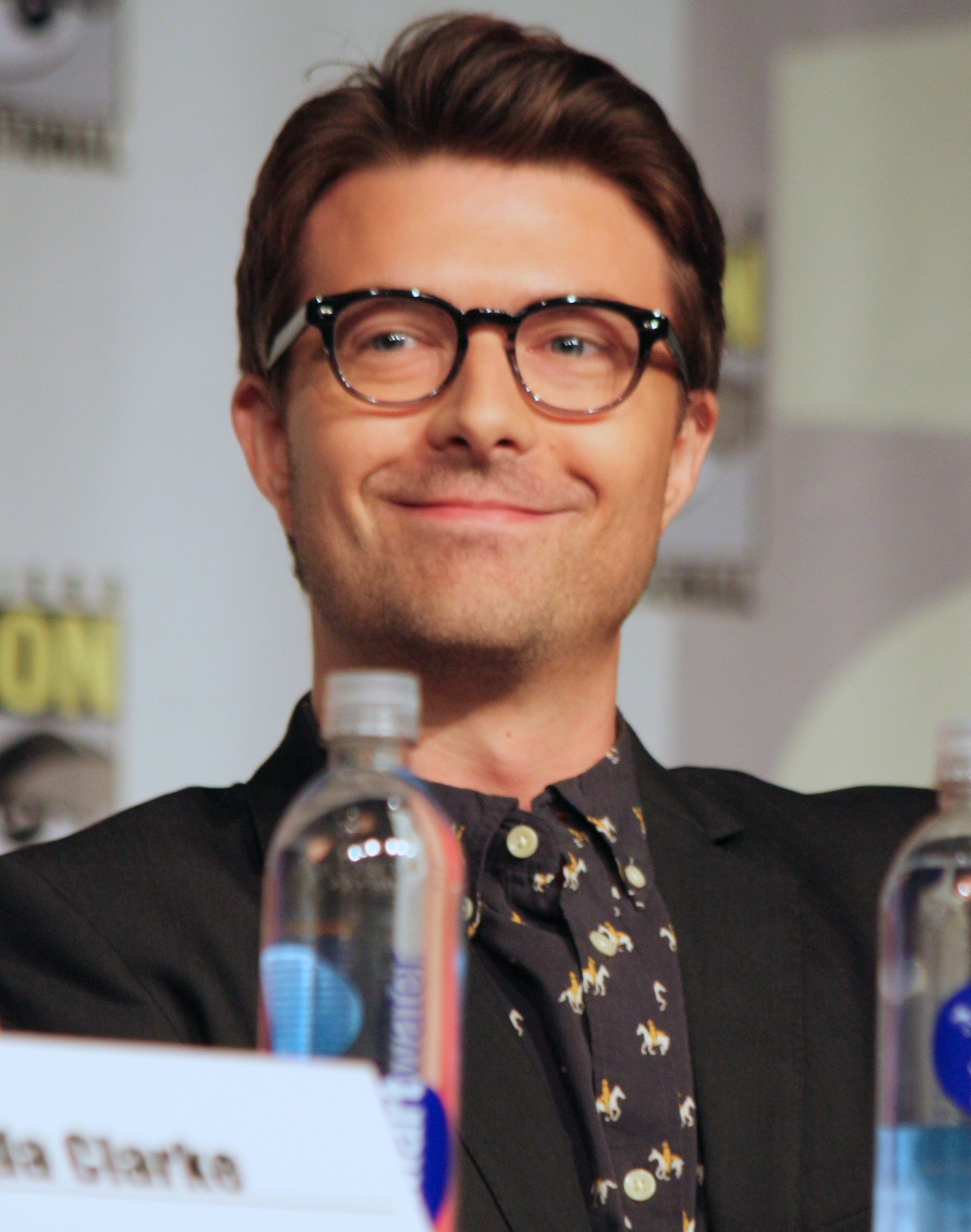
Noah Bean (2013)

Noah Bean (* 20. August 1978 in Boston, Massachusetts) ist ein US-amerikanischer Schauspieler. Bean ist vor allem für seine Rolle als David Connor in Damages – Im Netz der Macht (2007–2012) sowie als Ryan Fletcher in Nikita (2010–2013) bekannt.

## Leben und Karriere
Noah Bean wurde in Boston im US-Bundesstaat Massachusetts geboren. Seine Kindheit verbrachte er unter anderem in New London, Connecticut.
Nach seinem Bachelor-Abschluss in Schauspiel am College of Fine Arts der Boston University erhielt er erste Rollen am Theater. Es folgten weitere Studien im Fach Klassisches Theater an der Royal Academy of Dramatic Art (RADA) und an der London Academy of Music and Dramatic Art (LAMDA).
Bean wirkte seither in verschiedenen Produktionen an Theater, Film und Fernsehen mit. Einem breiteren Publikum wurde er durch seine Rollen als David Connor in Damages – Im Netz der Macht, sowie als Ryan Fletcher in der Spionage-Serie Nikita bekannt.
Bean ist seit Oktober 2016 mit der Schauspielerin Lyndsy Fonseca verheiratet, die ebenfalls in der Serie Nikita mitwirkte. Im Februar 2018 kam die erste gemeinsame Tochter der beiden zur Welt.

## Filmografie (Auswahl)
- 1998: Williamstowne
- 2000–2001: Ed – Der Bowling-Anwalt (Ed, Fernsehserie, 4 Episoden)
- 2001: Law & Order: Special Victims Unit (Fernsehserie, Episode 2x09)
- 2003: Die himmlische Joan (Joan of Arcadia, Fernsehserie, Episode 1x01)
- 2005: Stay
- 2005: Numbers – Die Logik des Verbrechens (NUMB3RS, Fernsehserie, Episode 1x08)
- 2006: Crumbs (Fernsehserie, Episode 1x07)
- 2007–2012: Damages – Im Netz der Macht (Damages, Fernsehserie, 18 Episoden)
- 2009: Peter and Vandy
- 2009: Hysterical Psycho
- 2010: Morning Glory
- 2010–2013: Nikita (Fernsehserie, 39 Episoden)
- 2011: Little Murder – Spur aus dem Jenseits (Little Murder)
- 2011: The Pill
- 2012: Once Upon a Time – Es war einmal … (Once Upon a Time, Fernsehserie, 2 Episoden)
- 2015–2016: 12 Monkeys (Fernsehserie, 12 Episoden)
- 2017: Shut Eye (Fernsehserie, 6 Episoden)
- 2019: The Report
- 2021: King Richard
- seit 2022: The Endgame (Fernsehserie)